# Tolmomyias flavotectus
El picoplano aliamarillo del Pacífico (Tolmomyias flavotectus) o picoancho alimarginado (en Ecuador), es una especie de ave paseriforme de la familia Tyrannidae perteneciente al género Tolmomyias, anteriormente tratada como una subespecie del picoplano aliamarillo Tolmomyias assimilis. Habita en el sureste de América Central y noroeste de América del Sur. 

## Distribución y hábitat
Se distribuye desde el sur de Nicaragua, por el este de Costa Rica, Panamá, oeste de Colombia (al este hasta el suroeste de Bolívar y bajo valle del Cauca)  y noroeste de Ecuador (al oeste de los Andes, principalmente hasta el norte de Pichincha).
Esta especie es considerada bastante común en su hábitat natural, el sub-dosel y el estrato medio de selvas húmedas, hasta los 500 m de altitud.

## Sistemática

### Descripción original
La especie T. flavotectus fue descrita por primera vez por el ornitólogo alemán Ernst Johann Otto Hartert en 1902 bajo el nombre científico de subespecie Rhynchocyclus megacephala flavotectus; la localidad tipo es «San Javier, Hacienda Paramba, Imbabura, Ecuador».

### Etimología
El nombre genérico masculino «Tolmomyias» se compone de las palabras del griego «tolma, tolmēs» que significa ‘coraje’, ‘audacia’, y «muia, muias» que significa ‘mosca’.; y el nombre de la especie «flavotectus» se compone de las palabras del latín «flavus»  que significa ‘amarillo’, y «tectus» que significa ‘oculto’.

### Taxonomía
Es monotípica. Las relaciones dentro del género son inciertas, dependiendo de estudios genéticos más completos. La presente especie fue tradicionalmente considerada como conespecífica con Tolmomyias assimilis, como la subespecie Tolmomyias assimilis flavotectus. Diversos autores ya la consideraban como especie separada, entre ellos Hilty (2003) y Ridgely & Tudor (2009) con base en la distribución disjunta, significativas diferencias vocales y diferencias menores de plumaje, lo que fue finalmente seguido por las principales clasificaciones. Los datos genéticos de Harvey et al. (2020) confirman esta separación , que fue reconocida por el Comité de Clasificación de Sudamérica (SACC) en la Propuesta No 960.